# 9a etapa del Tour de França de 2009
La 9a etapa del Tour de França de 2009 es disputà el diumenge 12 de juliol sobre un recorregut de 160 quilòmetres entre Sent Gaudenç i Tarba. Aquesta va ser la tercera i darrera etapa de muntanya pirinenca d'aquesta edició i precedí el primer dia de descans.

## Recorregut de l'etapa
Darrera etapa de muntanya dels Pirineus de l'edició de 2009 del Tour de França, amb dos ports de primeríssim nivell, però lluny de la línia d'arribada.
La sortida des de Sent Gaudenç duu els ciclistes per uns falsos plans cap a la primera de les dues dificultats muntanyoses del dia, el Coll d'Aspin, de primera categoria. Una vegada superat aquest, i sense possibilitat de descansar, s'encara el colós Tourmalet, que amb els seus 2.115 m d'altitud i rampes del 7,4% durant els 17,1 km de llargada decidiran bona part de l'etapa. Una vegada finalitzat el descens, 60 km plans duran els ciclistes fins a la línia final de Tarba.

## Desenvolupament de l'etapa
La sortida, com en les etapes precedents, tornà a ser ràpida, amb un grup de 12 ciclistes al capdavant al km 12. Entre aquests destacà la presència de Pierrick Fédrigo, Jens Voigt, Christophe Riblon, Stijn Devolder, Heinrich Haussler i Leonardo Duque. Uns quants quilòmetres més endavant van ser agafats per Franco Pellizotti. Pel darrere el gran grup accelerà de la mà de l'Astana i l'Euskaltel-Euskadi, que no havien aconseguit col·locar cap representant al davant. Al mateix temps que foren agafats, Pellizotti rellançà l'escapada, sent seguit per Fédrigo, Voigt i Duque.
El gran grup deixà fer als escapats, passant amb 5' a l'inici del Col d'Aspin. Durant l'ascens Duque no pogué seguir el ritme dels escapats i es despenjà. Pel darrere es formà un grup de 9 ciclistes que marxà en busca dels escapats. Entre aquests hi havia Egoi Martínez, que buscava el mallot de la muntanya. Al cim de l'Aspin, els tres homes de cap conservaven 2'50" sobre els perseguidors i 3'45" sobre el gran grup.
Durant l'ascens al Tourmalet, Pellizotti accelerà i despenjà a Voigt. Al cim Pellizotti passà el primer, seguit per Fédrigo. A 2'50" passà el grup de perseguidors i a 4'30" un gran grup apàtic i sense cap atac.
La presència d'Óscar Freire i José Joaquín Rojas entre el gran grup va fer que els seus equips es posessin al capdavant per veure si podien agafar els escapats, però finalment no va poder ser i arribarien a la meta de Tarba amb 34" de diferència. El vencedor a l'esprint va ser el francès Fédrigo, aconseguint d'aquesta manera la seva segona victòria al Tour de França, després de l'aconseguida el 2006 a Gap.
A la classificació general no hi va haver cap canvi important, conservant Rinaldo Nocentini el mallot groc. On si hi va haver canvis és al mallot de la muntanya, que passà a mans d'Egoi Martínez.

## Esprints intermedis
| 1r | Leonardo Duque   | 6 pts |
| 2n | Pierrick Fedrigo | 4 pts |
| 3r | Jens Voigt       | 2 pts |

| 1r | Pierrick Fedrigo   | 6 pts |
| 2n | Franco Pellizotti  | 4 pts |
| 3r | Juan Manuel Gárate | 2 pts |

| 1r | Pierrick Fedrigo    | 6 pts |
| 2n | Franco Pellizotti   | 4 pts |
| 3r | José Ivan Gutiérrez | 2 pts |

## Ports de muntanya
- Coll d'Aspin. 1490m. 1a categoria (km 60,5) (12,3 km al 6,4%)

| 1r | Franco Pellizotti     | 15 pts |
| 2n | Pierrick Fedrigo      | 13 pts |
| 3r | Jens Voigt            | 11 pts |
| 4t | Leonardo Duque        | 9 pts  |
| 5è | Egoi Martínez         | 8 pts  |
| 6è | Laurens Ten Dam       | 7 pts  |
| 7è | Jurgen van den Broeck | 6 pts  |
| 8è | Juan Manuel Gárate    | 5 pts  |

- Coll del Tourmalet. 2115m. Categoria Especial (km 90) (17,1 km al 7,4%)

| 1r  | Franco Pellizotti     | 40 pts |
| 2n  | Pierrick Fedrigo      | 36 pts |
| 3r  | Juan Manuel Gárate    | 32 pts |
| 4t  | Thomas Voeckler       | 28 pts |
| 5è  | David Moncoutié       | 24 pts |
| 6è  | Jurgen van den Broeck | 20 pts |
| 7è  | Egoi Martínez         | 16 pts |
| 8è  | Sergio Paulinho       | 14 pts |
| 9è  | Laurens Ten Dam       | 12 pts |
| 10è | Amets Txurruka        | 10 pts |

## Classificació de l'etapa
|    | Ciclista           | Equip                 | Temps      |
| -- | ------------------ | --------------------- | ---------- |
| 1  | Pierrick Fédrigo   | Bbox Bouygues Telecom | 4h 05' 31" |
| 2  | Franco Pellizotti  | Liquigas              | m. t.      |
| 3  | Óscar Freire       | Rabobank ProTeam      | + 34"      |
| 4  | Serguei Ivanov     | Team Katusha          | m. t.      |
| 5  | Peter Velits       | Milram                | m. t.      |
| 6  | José Joaquín Rojas | Caisse d'Epargne      | m. t.      |
| 7  | Greg Van Avermaet  | Silence-Lotto         | m. t.      |
| 8  | Geoffroy Lequatre  | Agritubel             | m. t.      |
| 9  | Alessandro Ballan  | Lampre-NGC            | m. t.      |
| 10 | Nicolas Roche      | AG2R La Mondiale      | m. t.      |

## Classificació general
|    | Ciclista              | Equip             | Temps       |
| -- | --------------------- | ----------------- | ----------- |
| 1  | Rinaldo Nocentini     | AG2R La Mondiale  | 34h 24' 21" |
| 2  | Alberto Contador      | Team Astana       | + 6"        |
| 3  | Lance Armstrong       | Team Astana       | + 8"        |
| 4  | Levi Leipheimer       | Team Astana       | + 39"       |
| 5  | Bradley Wiggins       | Garmin-Slipstream | + 46"       |
| 6  | Andreas Klöden        | Team Astana       | + 54"       |
| 7  | Tony Martin           | Team Columbia-HTC | + 1' 00"    |
| 8  | Christian Vande Velde | Garmin-Slipstream | + 1' 24"    |
| 9  | Andy Schleck          | Team Saxo Bank    | + 1' 49"    |
| 10 | Vincenzo Nibali       | Liquigas          | + 1' 54"    |

## Classificacions annexes

### Classificació per punts
| Classificació per punts | Total   |
| ----------------------- | ------- |
| Thor Hushovd            | 117 pts |
| Mark Cavendish          | 106 pts |
| José Joaquín Rojas      | 75 pts  |

### Classificació de la muntanya
| Classificació de la muntanya | Total  |
| ---------------------------- | ------ |
| Egoi Martínez                | 78 pts |
| Christophe Kern              | 59 pts |
| Franco Pellizotti            | 55 pts |

### Classificació del millor jove
| Classificació del millor jove | Temps       |
| ----------------------------- | ----------- |
| Tony Martin                   | 34h 25' 21" |
| Andy Schleck                  | + 49"       |
| Vincenzo Nibali               | + 54"       |

### Classificació per equips
| Classificació per equips | Total        |
| ------------------------ | ------------ |
| AG2R La Mondiale         | 101h 39' 15" |
| Team Astana              | + 3"         |
| Team Columbia-HTC        | + 04' 45"    |

### Combativitat
- Franco Pellizotti

## Abandonaments
- Danilo Napolitano (fora de control)